# Doctor Sleep (film)
Pour les articles homonymes, voir Doctor Sleep.
Série
Shining
(1980)
Pour plus de détails, voir Fiche technique et Distribution.
Doctor Sleep ou Docteur Sleep au Québec (Doctor Sleep) est un film d'horreur psychologique américain réalisé, écrit et monté par Mike Flanagan, sorti en 2019. Il s'agit de l'adaptation du roman Docteur Sleep de Stephen King paru en 2013, et est ainsi la suite centrée sur le personnage de « Danny Torrance » du film Shining (sorti en 1980) réalisé et coécrit par Stanley Kubrick d'après Shining, l'enfant lumière (paru 1977) écrit aussi par Stephen King.
Danny « Dan » Torrance est désormais adulte, mais il n'a pas surmonté le traumatisme qu'il a connu à l'hôtel Overlook lorsqu'il était enfant. Il est devenu alcoolique, comme son père, et ses pouvoirs psychiques se sont amenuisés pour cette raison. Alors qu'il tente de reprendre sa vie en main, sa route croise celle d'Abra Stone, une jeune fille qui possède le « Shining » et dont la vie est menacée par un groupe d'individus, le Nœud Vrai, dirigé par Rose « Chapeau » O'Hara, qui se nourrissent des pouvoirs psychiques de certains enfants dans le but de vivre longtemps.

## Synopsis
En 1980, quelque temps après avoir fui l'hôtel Overlook, Danny Torrance et sa mère Wendy se sont installés en Floride. Malgré tout, Danny est toujours hanté par un des fantômes de l'Overlook : Mrs Massey, la vieille femme de la baignoire de la chambre 237. Dick Hallorann, le cuisinier de l'Overlook, apparaît alors à Danny sous forme de revenant lui aussi, et lui apprend à enfermer les fantômes de l'hôtel qui semblent attachés à Danny depuis les événements de Shining dans des « boîtes » imaginaires au sein de son esprit.
Pendant ce temps, une secte connue sous le nom du Nœud Vrai, composée de plusieurs individus possédant des capacités extraordinaires psychiques et dirigée par Rose « Chapeau » O'Hara, kidnappe une fillette nommée Violet en bordure de forêt afin de se nourrir de la « vapeur » produite par les derniers instants de vie d'enfants possédant le Shining, tout comme Danny, afin de ralentir leur vieillissement et prolonger leur vie. Rose recrute alors une adolescente, Andrea Steiner « Andy la Vipère », après avoir observé sa capacité à manipuler ou endormir les gens au son de sa voix. Au cours d'une cérémonie très douloureuse, Andy est nourrie de « vapeur » pour la première et dernière fois de sa vie terrestre, et renaît en tant que membre prédateur et sans pitié du Nœud Vrai.
En 2011, Danny, qui tient à se faire appeler Dan, toujours traumatisé par son expérience à l’Overlook, est devenu alcoolique, comme son père jadis. Son esprit, fragilisé par le traumatisme et par la boisson, est tellement embrouillé qu'il laisse à son sort une jeune mère droguée avec qui il a eu une petite aventure sans lendemain, ainsi que son très jeune enfant. Alors que cette dernière lui apparaît sous les traits d'un cadavre en putréfaction tenant son bébé dans le même état dans ses bras, il a un déclic et s'exile dans la petite ville de Frazier. Là, Danny se lie d'amitié avec Billy Freeman, un jeune mécano qui lui trouve un emploi et devient son parrain des Alcooliques anonymes. Dan commence alors à s'améliorer et trouve rapidement un emploi de nuit dans un hospice.
Sur place, il est guidé par la chatte de l'hospice qui pressent le décès imminent des patients, et utilise son Shining pour réconforter les patients mourants, qui lui donnent le surnom de « Docteur sommeil ». Il commence à recevoir des communications télépathiques d'Abra Stone, une jeune fille dont le Shining est encore plus puissant que le sien. Cette jeune fille fait preuve d'un pouvoir plus qu'impressionnant, effrayant ses parents au passage, et se faisant rejeter par ses camarades de classe.
En 2019, les membres du Nœud Vrai peinent à trouver de nouvelles victimes et meurent de faim. La cause est l'abrutissement des jeunes par les nouvelles technologies, mais aussi des mauvaises habitudes comme la malbouffe ou encore tout simplement la forte recrudescence d'enfants naissant avec le Shining. Ils enlèvent un jeune garçon nommé Bradley Trevor et font comme avec leurs autres victimes : une torture à mort pour en extraire le plus de vapeur possible. Abra, à des centaines de kilomètres de là, ressent l'événement comme si elle y était, et sa détresse alerte à la fois Danny à travers le mur de son appartement (elle fait apparaître le mot ERTRUEM sur le mur en question) mais aussi Rose, malgré elle. Rose, intriguée, se tourne vers Abra à travers une vision, et entrevoyant son potentiel, décide de la kidnapper pour soit aspirer sa vapeur, soit l'inclure dans la secte en la « retournant », comme elle l'avait fait avec Andy la Vipère. Se rendant compte que Rose en a après elle, Abra décide de rendre visite à Dan. Malgré son appel au secours, ce dernier, encore fragile, insiste pour qu’elle reste à l’écart du Nœud Vrai et évite d’attirer l’attention sur elle-même. Abra s'en retourne chez elle quelque peu déçue, mais déterminée à se défendre. La nuit suivante, Rose fait une projection astrale de son esprit et s'immisce dans celui d'Abra. Constatant que la jeune fille possède d'immenses tiroirs dans sa tête, elle commence à fouiner pour déceler quelque faiblesse, mais elle est surprise la main dans le sac par Abra elle-même, qui a eu la présence d'esprit de tendre un piège à Rose. Terrifiée par la formidable puissance du Shining d'Abra, Rose a à peine le temps de s'enfuir qu'Abra a elle-même plongé dans l'esprit de Rose afin de trouver ses faiblesses. Rose parvient à s'enfuir, non sans être blessée, à la fois physiquement mais aussi dans son orgueil. Furieuse et effrayée par le potentiel d'Abra, elle envoie le Nœud Vrai capturer la jeune fille pour la tuer, Abra étant trop puissante pour être intégrée au groupe.
Dan, lors d'une énième nuit au sein de l'hospice, reçoit la visite du fantôme de Dick Hallorann pour la dernière fois, qui lui demande de protéger Abra, la comparant à lui-même lorsqu'il était plus jeune. Dan finit alors par écouter son instinct et entre en contact avec Abra, qui décide de raconter à Dan ce qu'il s’est passé avec Rose. D'abord contrarié, Dan se ressaisit, et écoute attentivement Abra afin de mettre en échec les plans de Rose, et surtout stopper les meurtres en séries de la secte. Abra lui dit qu’elle peut suivre la secte par télépathie si elle parvient à toucher le gant de base-ball de Bradley, la dernière victime du Nœud Vrai. Dan décide de parler à Billy du Shining et des actions funestes du Nœud Vrai. Ayant plus ou moins réussi à convaincre son ami, ils se rendent sur les lieux du meurtre et, avec horreur, exhument le corps du garçon pour récupérer le gant. Ils se rendent ensuite chez Abra, où ils font la connaissance brutale de son père Dave, qui avait déjà du mal avec les pouvoirs de sa fille, mais a maintenant extrêmement peur pour la vie de son enfant. Abra montre alors à son père ce qui s'est passé jusqu’à maintenant grâce au Shining, et une fois son père convaincu, le petit groupe élabore un plan. En utilisant une projection astrale d'Abra comme appât, Danny et Billy attirent les membres de la secte dans une forêt non loin de la maison des Stone, et abattent la plupart d'entre eux. Juste avant de mourir, Andy la Vipère ordonne à Billy de se suicider, et comme ce dernier est simplement humain, il retourne son fusil contre lui et se tire dans le menton.
Pendant ce temps, Corbeau, l'amant de Rose, a prévu un éventuel piège, et se rendant directement chez Abra, l'enlève en la droguant et tue son père au passage, impuissant face au Shining de Corbeau. Désemparé mais déterminé, Danny entre en communication psychique avec Abra, non sans mal, car la jeune fille a reçu une dose très forte de sédatif. Il parvient toutefois à prendre possession du corps d'Abra, ce qui le place face au danger, dans la camionnette de Corbeau. Après un bref dialogue où Corbeau découvre la supercherie, Dan provoque ce dernier, et d'une onde de choc, envoie la camionnette dans un arbre. Corbeau est alors expulsé avec fracas du véhicule, n'ayant pas mis sa ceinture, et meurt, tandis qu'Abra est saine et sauve. Alors que Danny et Abra se retrouvent, Rose, ayant ressenti la mort de chacun des siens, entre dans une rage folle et meurtrière : vidant entièrement le stock de vapeur de la secte, et dans le même temps, soignant ses blessures, elle se lance aux trousses d'Abra, lui promettant une mort affreuse.
Danny décide alors de retourner à l'Overlook, désormais abandonné de tous et tombant petit à petit en ruines, persuadé que l'hôtel, qui avait eu un appétit féroce pour les pouvoirs de Dan lui-même autrefois, aura encore plus « faim » des pouvoirs maléfiques de Rose. Malgré tout, il sait que ce sera aussi dangereux pour Rose que pour Abra et lui. Arrivant sur les lieux, l'hôtel est plongé dans une épaisse couche de neige, comme « endormi » depuis que Danny s'en est enfui avec sa mère. Demandant à Abra de rester à l’écart pour le moment du bâtiment, il entre, démarre la chaudière de l'hôtel afin de relancer l'électricité et commence à déambuler dans les couloirs de l'hôtel afin de le réveiller de sa torpeur. Dan se trouve à plusieurs reprises dans des endroits où il vécut l'horreur dans cet hôtel : au détour d'un couloir où il tomba autrefois sur les jumelles, la suite de ses parents, où les portes sont encore marquées par les coups de hache de son père et où demeure « REDRUM » inscrit au rouge à lèvres, ou encore dans la « Gold Room » où son père tomba complètement sous l'influence de l'hôtel. C'est d'ailleurs dans cette pièce qu'il rencontre le fantôme de son père, persuadé d'être le barman de l'hôtel. Jack tente de provoquer la rechute de son fils dans l'alcool, mais Dan est plus fort que lui, et rejette son addiction une fois pour toutes, et par la même occasion, le spectre de son père.
Pendant ce temps, Rose parvient jusqu'à l'hôtel, ayant suivi Abra grâce à son Shining. Les deux protagonistes décident alors de tendre un ultime piège à Rose : alors que Rose pénètre dans l'hôtel, elle est envahie par l'esprit d'Abra qui la provoque dans un labyrinthe enneigé semblable à celui de l'hôtel. Rose n'est malgré tout pas dupe longtemps. Elle réussit à coincer Abra. Mais au moment où elle s'apprête à la tuer, elle ressent soudain autre chose : elle comprend que tout cela n'est qu'une ruse, qu'elle n'est pas en présence de l'esprit d'Abra mais de celui de Dan, qui allait l'enfermer dans une de ses « boites » imaginaires. Rose parvient ainsi à se libérer de cette emprise. Dan, affaibli, crie à Abra d'aller se cacher. Rose maîtrise Dan malgré la hache qu'il tient dans les mains. Alors qu'elle commence à drainer sa vapeur, qui semble être savoureuse car remplie de souffrance et de terreur, Dan retourne la situation en sa faveur en décidant d'ouvrir toutes les boites de son esprit afin de libérer les fantômes de l'Overlook, qui entourent et tuent rapidement Rose en la vidant de son Shining. N'en ayant pas fini, les spectres se retournent vers Dan, qui laisse échapper un cri d'horreur. Alors que Abra tente de trouver une cachette, elle tombe sur les fantômes de l'hôtel, désormais libérés de l'esprit de Dan. Ils la poussent à se réfugier dans la chambre 237, où Dan surgit, hache à la main, désormais sous l'emprise des fantômes, et par la même occasion, l'Overlook lui-même. Quand elle parvient à le libérer momentanément de l'emprise de l'Overlook, Dan supplie Abra de fuir l'hôtel.
À contrecœur, Abra obéit. Luttant contre la possession, Dan retourne à la chaufferie, et exécutant son plan prévu dès le départ, laisse la chaudière entrer en surchauffe. Entouré par les flammes, Dan sent que l'emprise de l'hôtel se retire petit à petit, mais il n'a aucune chance de survivre malgré tout : la chaufferie est en feu, tout comme l'hôtel le sera dans les minutes qui suivent et son artère fémorale a été sectionnée durant la bagarre avec Rose. Alors qu'il sait qu'il va mourir, Dan ferme les yeux, et sent la main de sa mère contre sa joue, qui l'apaise.
Abra, sortie de l'Overlook à temps, observe, impuissante, la destruction de l'hôtel par les flammes. Elle est secourue par la police qui a vu le feu au loin.
Dans la chambre d'Abra, alors qu'elle est en train de parler au fantôme de Dan, qui lui dit qu'il est désormais en paix. Abra s'inquiète de l'avenir et d'éventuels individus semblables à Rose qui chercheraient à lui nuire. Dan la rassure en lui disant que son Shining est plus puissant que tout et qu'il sera toujours là pour la protéger. La mère d'Abra, Lucy, entre dans la chambre et demande alors à sa fille avec qui elle parlait. Au départ, Abra lui répond qu'elle ne parlait à personne, mais elle décide d'enfin assumer son don, et avoue à sa mère qu'elle parlait avec Dan, elle lui dit qu'il va bien et que son père aussi. Alors que Lucy dit à Abra de descendre se mettre à table, Abra lui dit qu'elle arrive. Abra se dirige vers la salle de bains, d'où le fantôme de Mrs Massey l'observe en souriant. Abra ferme la porte, laissant présumer au spectateur sa victoire contre le fantôme de Mrs Massey.

## Fiche technique
Sauf indication contraire, les informations mentionnées dans cette section peuvent être confirmées par la base de données cinématographiques IMDb,  présente dans la section « Liens externes ».
- Titre original et français : Doctor Sleep
- Titre complet : Stephen King's Doctor Sleep
- Titre québécois : Docteur Sleep
- Réalisation : Mike Flanagan
- Scénario : Mike Flanagan, d'après le roman Docteur Sleep de Stephen King
- Montage : Mike Flanagan
- Photographie : Michael Fimognari
- Musique : The Newton Brothers
- Production : Trevor Macy et Jon Berg

Production déléguée : Akiva Goldsman, Stephen King, Roy Lee et D. Scott Lumpki
- Sociétés de production : Intrepid Pictures et Vertigo Entertainment
- Société de distribution : Warner Bros. (États-Unis)
- Budget : 45 millions de dollars[1]
- Pays d'origine :  États-Unis
- Langue originale : anglais
- Genres : horreur, thriller, fantastique
- Durée : 152 minutes, 180 minutes (version longue uniquement en VOSTFR - Blu-ray)
- Dates de sortie :
  - France : 30 octobre 2019 (sortie cinéma) ; 11 mars 2020 (en DVD et Blu-ray)
  - États-Unis et Québec : 8 novembre 2019 (sortie cinéma) ; 4 février 2020 (en DVD et Blu-ray)
- Classification :
  - Rated R aux États-Unis (for disturbing and violent content, some bloody images, bad language, nudity, and drug use)
  - Interdit aux moins de 12 ans lors de sa sortie en salles en France et en vidéo
    - Déconseillé aux moins de 12 ans à la télévision

## Distribution
- Ewan McGregor (VF : Bruno Choël ; VQ : Frédéric Paquet) : Danny « Dan » Torrance « Docteur sommeil »
  - Roger Dale Floyd : Danny, enfant
- Rebecca Ferguson (VF : Laura Blanc ; VQ : Laurence Dauphinais) : Rose « Chapeau » O'Hara[N 3]
- Kyliegh Curran (VF : Jaynelia Coadou ; VQ : Estelle Fournier) : Abra Stone, adolescente, amie de Dan
- Cliff Curtis (VF : Xavier Fagnon ; VQ : Patrick Chouinard) : Billy Freeman, ami de Dan
- Bruce Greenwood (VF : Bernard Lanneau ; VQ : Tristan Harvey) : Dr John Dalton
- Deadra Moore (VF : Anne Plumet) : Mme Robertson
- Zahn McClarnon (VF : Julien Kramer ; VQ : Normand D'Amour) : Corbeau[N 4]
- Emily Alyn Lind (VF : Alice Orsat ; VQ : Mylène Mackay) : Andrea « Andi la Vipère » Steiner[N 5]
- Catherine Parker  : Sarey la Muette[N 6]
- Carel Struycken (VF : Georges Claisse) : Papy Fleck[N 7]
- Selena Anduze : Apron Annie
- Jocelin Donahue : Lucy Stone, mère d'Abra
- Zackary Momoh : Dave Stone, père d'Abra
- Violet McGraw : Violet, victime du Nœud Vrai
- Carl Lumbly (VF : Umbañ U Kset ; VQ : Sylvain Hétu) : Dick Hallorann
- Alex Essoe (VF : Laetitia Coryn) : Wendy Torrance, mère de Dan
- Jacob Tremblay (VF : Aloïs Agaësse-Mahieu) : Bradley Trevor, adolescent joueur de baseball, victime du Nœud Vrai
- Chelsea Talmadge (VF : Virginie Kartner) : Deenie
- Charles Green (VF : Mathieu Lagarrigue) : un fantôme de l'Overlook
- Shane Brady (VF : Thomas Roditi) : le magicien
- Henry Thomas (VF : Lionel Tua ; VQ : François Trudel) : Le barman de l'Overlook : fantôme de Jack Torrance, père de Dan
- Danny Lloyd : un spectateur du match de baseball des enfants (non crédité)
- Mel Blanc (VF : Gérard Surugue ; VQ : non doublé) : Bugs Bunny (images d'archives)
- Mel Blanc (VF : Patrick Guillemin ; VQ : non doublé) : Vil Coyote (images d'archives)
Version québécoise
  - Studio de doublage : Difuze
  - Direction artistique : Marie-Andrée Corneille
  - Adaptation : David Axelrad

 Source et légende : version québécoise (VQ) sur Doublage.qc.ca version française (VF) sur AlloDoublage et RS-Doublage

## Production

### Genèse et développement
Le projet d'adaptation cinématographique du roman Docteur Sleep (2013) de Stephen King commence dès 2014. Glen Mazzara écrit alors une première version du scénario et Mark Romanek est contacté pour la réalisation. Cependant, Warner Bros. hésite à assembler un budget, à la fois pour ce film et pour un projet sur les origines de l'hôtel Overlook, sorte de préquelle à Shining. Deux ans plus tard, il est annoncé qu'Akiva Goldsman écrit une nouvelle version du scénario mais le développement du projet n'avance pas. C'est l'énorme succès commercial du film Ça (2017), autre adaptation d'un roman de Stephen King, qui persuade les producteurs d'accélérer enfin la production. Mike Flanagan, qui vient de réaliser Jessie, autre adaptation de Stephen King, est alors engagé pour réécrire le scénario de Goldsman et pour le mettre en scène.
Mike Flanagan affirme que, bien qu'étant avant tout une adaptation du roman Docteur Sleep, le film rendra aussi hommage à Shining (1980) de Stanley Kubrick, qui est pour lui « l'un des plus grands films jamais réalisés ». Mike Flanagan a d'ailleurs pris contact avec Danny Lloyd, interprète de Danny Torrance dans le film de Stanley Kubrick qui est désormais enseignant.

### Attribution des rôles
Après avoir fait partie d'une short-list incluant également Dan Stevens, Matt Smith, Chris Evans et Jeremy Renner, c'est finalement Ewan McGregor qui est engagé pour tenir le rôle principal de Danny Torrance en juin 2018. Peu après, Rebecca Ferguson accepte de tenir le rôle de Rose, l'antagoniste principale du film. La jeune actrice Kyliegh Curran est quant à elle choisie pour le rôle d'Abra Stone en août 2018.
Le rôle du cuisinier de l'hôtel Overlook Dick Hallorann, qui avait été interprété par Scatman Crothers, est repris par Carl Lumbly, tandis que Jack Nicholson est remplacé par Henry Thomas dans le rôle de Jack Torrance. Henry Thomas a déjà collaboré avec Mike Flanagan sur Ouija : Les Origines, Jessie et The Haunting of Hill House.

### Tournage
Le tournage commence en septembre 2018 dans l'État de Géorgie et se déroule principalement à Atlanta et ses environs, Canton, Covington, Fayetteville, ainsi que sur l'île de Saint-Simon,. Il se termine le 1er décembre 2018, Mike Flanagan annonçant que ce tournage restera sans aucun doute comme « l'un des sommets » de sa carrière.

### Musique
La musique est composée par The Newton Brothers.
|    | Titre                       | Durée |
| -- | --------------------------- | ----- |
| 1  | Dies Irae / Violet          | 0:52  |
| 2  | 237                         | 3:05  |
| 3  | Mrs. Massey                 | 1:07  |
| 4  | Please Talk Please          | 0:52  |
| 5  | The Shining                 | 5:59  |
| 6  | Lockbox                     | 1:06  |
| 7  | Rattlesnake                 | 3:02  |
| 8  | Spoons                      | 0:56  |
| 9  | The Hat, The Snake & Dan    | 3:06  |
| 10 | Turning                     | 2:39  |
| 11 | Gaucher's Disease           | 1:08  |
| 12 | Doctor Sleep                | 2:12  |
| 13 | #19                         | 1:28  |
| 14 | Steam                       | 3:22  |
| 15 | Redrum                      | 1:43  |
| 16 | The Looker                  | 2:43  |
| 17 | Astral Projection           | 3:04  |
| 18 | Who's Tony?                 | 2:42  |
| 19 | Chimes & Outside Voices     | 1:40  |
| 20 | Rose Traveling              | 4:18  |
| 21 | Grampa Flick                | 3:23  |
| 22 | The Things That Lived There | 3:49  |
| 23 | That Which Was Forgotten    | 1:06  |
| 24 | The True Knot               | 2:07  |
| 25 | Ventriloquism               | 2:28  |
| 26 | Radio Waves                 | 1:01  |
| 27 | Going West                  | 3:28  |
| 28 | The Overlook                | 1:21  |
| 29 | You Seem Put Upon           | 4:09  |
| 30 | Bloody Elevators            | 2:46  |
| 31 | Enough!                     | 1:53  |
| 32 | Ventus                      | 2:52  |
| 33 | The Hedge Maze Part II      | 1:57  |
| 34 | The Hedge Maze Part II      | 2:06  |
| 35 | Old Ghosts                  | 2:56  |
| 36 | We Go On                    | 3:54  |

Musiques additionnelles
- My Wild Irish Rose de Rebecca Ferguson
- Good Godly Woman de The Red Clay Strays
- As Time Goes By de Dooley Wilson
- It's All Forgotten Now de Ray Noble & His Orchestra
- Home (When Shadow Fall) de Henry Hall & His Gleneagles Hotel Band
- Rabbit's Feat (Cues) de J. Franklyn
- Dissolve Into Thunder de The Newton Brothers
- Casablanca (Score) de Max Steiner
- Come Fly With Me de Ewan McGregor
- Midnight With The Stars And You de Ray Noble & His Orchestra

## Accueil

### Critique
Le film reçoit des critiques plutôt positives. Sur l'agrégateur américain Rotten Tomatoes, il récolte 77% d'opinions favorables pour 316 critiques et une note moyenne de 7,04⁄10. Sur Metacritic, il obtient une note moyenne de 59⁄100 pour 15 critiques.
En France, le film obtient une note moyenne de 3,1/5 sur le site Allociné, qui recense 15 titres de presse.
Première est surpris et conquis par cette adaptation cinématographique de la suite de l'œuvre de Stephen King : « Avec Doctor Sleep, Mike Flanagan a trouvé cet équilibre cher aux fans d’une oeuvre originale avec une adaptation relativement fidèle tout en sachant y mettre sa patte. ».
Le Figaro trouve ce film décevant : « Reconstitution de scènes iconiques et faux Jack Nicholson ne convainquent pas : on préfère de loin l’hommage ludique de Steven Spielberg dans Ready Player One. ».

### Box-office
| Pays ou région | Box-office      | Date d'arrêt du box-office | Nombre de semaines |
| -------------- | --------------- | -------------------------- | ------------------ |
| États-Unis     | 31 581 712 $    | 9 janvier 2020             | 9                  |
| France         | 256 531 entrées | 3 décembre 2019            | 5                  |
| Total mondial  | 72 281 712 $    | -                          | -                  |

## Version longue
Le film sort Blu-ray et Blu-ray Ultra HD dans une version plus longue d'environ 30 minutes. Cette version est organisée en six chapitres. Le premier chapitre est titré Vieux Fantômes (Old ghosts). Il est suivi par Les Diables vides (Empty devils), Petite Espionne (Little spy), Tourne, le monde (Turn, world), Les Ruses du parloir (Parlor tricks) et le chapitre final se nomme Ce qui a été oublié (What was forgotten). Cette version longue ne change ni la tonalité du film, ni son intrigue, mais développe davantage certains personnages, comme Billy Freeman et la famille d'Abra. Certaines scènes sont par ailleurs rallongées. On trouve de nouveaux dialogues entre le jeune Danny et Dick Hallorann, le cuisinier du Overlook Hotel. On y retrouve également une scène inédite où Wendy a peur de son fils Danny, dans lequel elle entrevoit son époux décédé. À la fin du film, d'autres plans de l'Overlook Hotel sont ajoutés ainsi qu'une scène supplémentaire entre Jack et Danny dans les toilettes rouges et blanches de l'Overlook.
Cette version longue ne sera doublée dans aucun pays, et sortira donc seulement en version originale sous-titrée.